# Lampanyctus tenuiformis
Lampanyctus tenuiformis és una espècie de peix marí de la família dels mictòfids i de l'ordre dels mictofiformes. Poden assolir fins a 15,3 cm de longitud total.
És ovípar amb larves i ous planctònics. És un peix marí i d'aigües profundes que viu fins als 1000 m de fondària.

## Distribució geogràfica
Es troba a l'Atlàntic oriental (des del Senegal fins al Corrent d'Angola), a l'Atlàntic occidental (incloent-hi el Golf de Mèxic), l'Índic, les regions tropicals del Pacífic (incloent-hi Nova Zelanda) i el Mar de la Xina Meridional.